# یوتی‌وی موشن پیکچرز
یوتی‌وی موشن پیکچرز (انگلیسی: UTV Motion Pictures) شرکت فیلم‌سازی هندی است، که در سال ۱۹۹۶ توسط رونی اسکروالا تأسیس شد.